# Paço de Feijoo
O Paço ou Palácio de Feijoo (em galego: Pazo de Feixoo; em castelhano: Pazo de Feijoo) é um pazo (solar) do início do século XVIII, situada no centro histórico de Santiago de Compostela, Galiza, Espanha, na Rua do Preguntoiro.
O edifício é da autoria do arquiteto galego Domingo de Andrade, autor de numerosas obras na cidade, como a Casa da Parra e uma das figuras mais proeminentes do que se conhece como o barroco compostelano. Foi mandado construir pelo cónego Juan Antonio Somoza e é considerado uma síntese do palácio urbano ideal do arquiteto. A impressão de grandeza barroca é patente principalmente no vestíbulo e na escadaria.